# Nícias

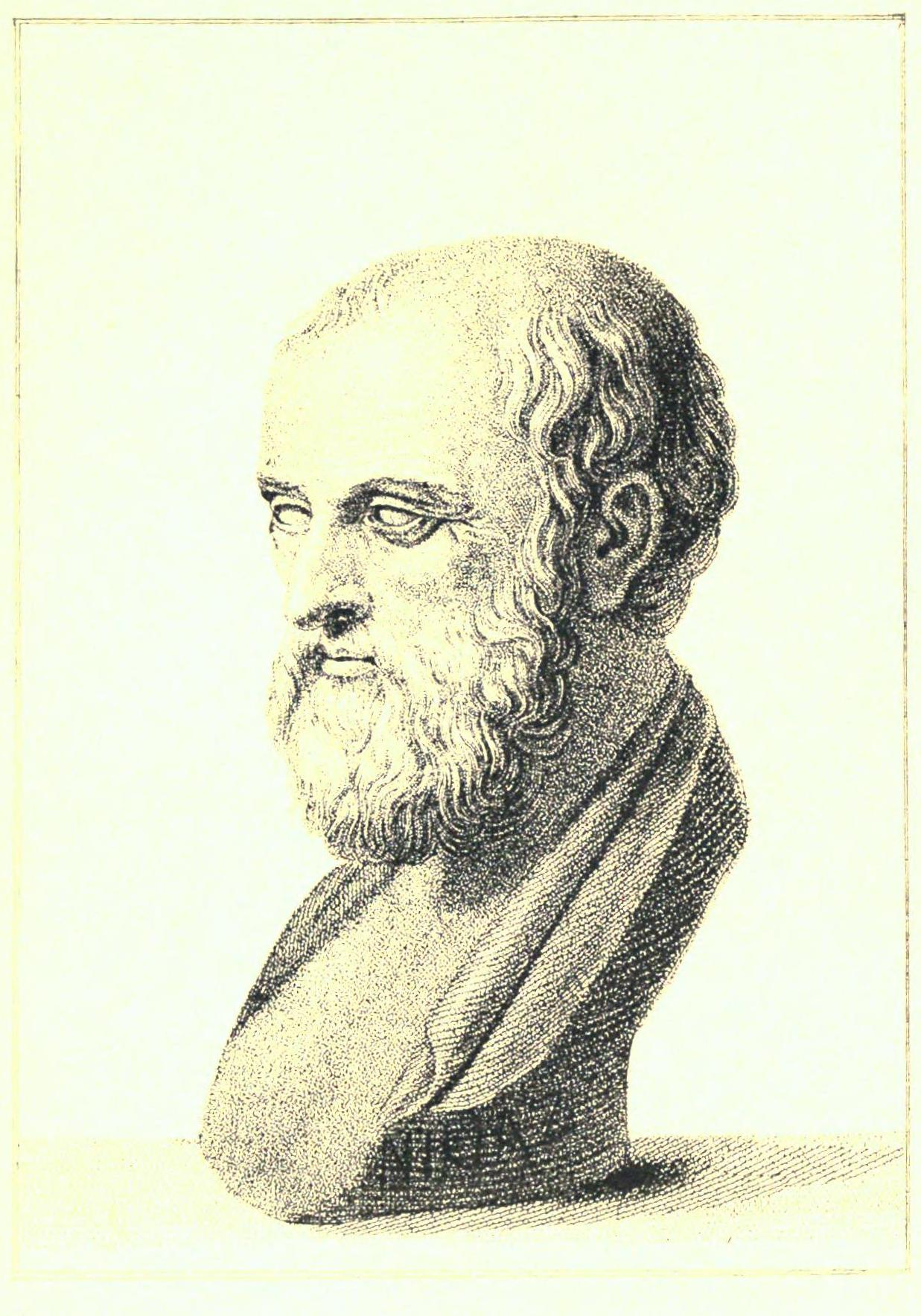
Retrato de Nícias

Nícias (ca. 470 a.C. — 413 a.C.) foi um general e político de Atenas durante a guerra do Peloponeso. O seu nome (que significa vitorioso) é uma alusão à deusa grega Nice, da vitória.
Nícias era filho de Nicérato, um dos homens mais ricos de Atenas, cuja fortuna advinha da exploração das minas de prata do Láurio. Nícias utilizou este dinheiro para ajudar Atenas, sendo descrito como um homem bastante religioso.
Após a morte de Péricles, em 429 a.C., Nícias tornou-se líder da oposição a Cléon, político favorável à guerra do Peloponeso. Foi eleito estratego em várias ocasiões, tendo alcançado várias vitórias. Em 427 a.C. ocupou a ilha de Minoa, perto de Mégara e em 425 a.C. a ilha de Citera, próxima a Esparta.
Nícias procurava resolver a guerra pela via da diplomacia. Com a morte de Cléon em 421 a.C. Nícias seria responsável por fazer a paz com os Espartanos. Nos termos desta paz, chamada Paz de Nícias, Atenas e Esparta comprometiam-se a restituir as suas conquistas. A paz deveria durar cinquenta anos, mas foi quebrada em 414 a.C..
Apesar de se ter oposto à expedição à Sicília, aceitou ser um dos seus chefes, junto com Alcibíades, o principal instigador da expedição. Alcibíades acabará entretanto por desertar e Lamachus, outro dos chefes, seria morto, tendo Nícias ficado sozinho à frente das forças. No Outono de 415 a.C., Nícias começa o cerco de Siracusa, mas foi obrigado a render-se, tendo sido executado pelos siracusanos.
Nesta expedição à Sicília, Nícias e os atenienses capturaram Laís e a venderam como escrava em Corinto; Laís se tornaria uma das mais famosas cortesãs da antiguidade.
No século II d.C. havia, no cemitério de Atenas, um monumento em honra de todos os atenienses que caíram em batalha, com exceção dos mortos em Maratona, honrados no local desta batalha. Uma exceção notável é Nícias, pois Pausânias acredita que o motivo para isto é que Nícias se rendeu, sendo considerado um soldado indigno.